# Viaduc de l'Austreberthe
Le viaduc de l’Austreberthe, est un viaduc de l'autoroute française A150 situé sur la commune de Villers-Écalles dans le département de la Seine-Maritime, en France. Il est mis en service en février 2015 en même temps que l'A150 entre Barentin et Yvetot.

## Description
De 478 mètres de longueur et de 22 mètres environ de largeur, la viaduc culmine à une hauteur d'environ 40 mètres au-dessus de la vallée de l'Austreberthe, un affluent de la Seine.

## Conception
La conception architecturale a été réalisée par le cabinet d'architecture STRATES.
Le tablier de l'ouvrage est une structure dite « mixte » composée d'une charpente métallique et de béton armé.
Afin de traverser la vallée, six piles minces de forme elliptique fluide et sans arête ont été disposées.

## Financement
Le financement du viaduc est évalué en 2015 à hauteur de 24 millions, soit 10 % du montant total de l'investissement.